# Jaguar Mark VII
Jaguar Mark VII – luksusowy samochód osobowy produkowany przez brytyjską firmę Jaguar Cars w latach 1951–1956. Dostępny jako 4-drzwiowy sedan. Następca modelu Mark V. Do napędu użyto silnika R6 o pojemności 3,4 litra. Moc przenoszona była na oś tylną poprzez 4-biegową manualną lub 3-biegową automatyczną skrzynię biegów. Samochód został zastąpiony przez model Mark VIII. Przez cały okres produkcji powstało 30969 sztuk modelu.

## Dane techniczne
| Wersja     | Silnik:                   | Układ zasilania: | Śr. × skok tłoka:    | St. sprężania: | Moc maks:                            | Maks. moment obrotowy      |
| ---------- | ------------------------- | ---------------- | -------------------- | -------------- | ------------------------------------ | -------------------------- |
| Mark VII   | R6 3,4 l (3442 cm³), DOHC | gaźnik           | 83,00 mm × 106,00 mm | 8,0:1          | 162 KM (119,3 kW) przy 5200 obr./min | 264 N•m przy 2500 obr./min |
| Mark VII M | R6 3,4 l (3442 cm³), DOHC | gaźnik           | 83,00 mm × 106,00 mm | 8,0:1          | 193 KM (141,7 kW) przy 5500 obr./min | 285 N•m przy 2500 obr./min |

## Osiągi (Mark VII)
- Przyspieszenie 0-80 km/h: 9,8 s
- Przyspieszenie 0–80 km/h: 13,7 s
- Czas przejazdu ¼ mili: 19,3 s
- Prędkość maksymalna: 163 km/h
- Średnie zużycie paliwa: 17,6 l / 100 km[2]